# إميلي س. هيويت
إميلي س. هيويت (بالإنجليزية: Emily C. Hewitt)‏ هي كاهنة انجليكانية وقاضية أمريكية، ولدت في 26 مايو 1944 في بالتيمور في الولايات المتحدة.